# Башкирэнерго
ОАО «Башкирэнерго» (баш. «Башкирэнерго» Яуаплығы сикләнғән йәмғиәте (ЯСЙ)) — бывшая региональная энергетическая компания России, реорганизованная в 2012 году. Полное наименование — Башкирское открытое акционерное общество энергетики и электрификации «Башкирэнерго». Штаб-квартира располагалась в городе Уфе, Башкортостан.
7 ноября 2012 года Межрайонной инспекцией федеральной налоговой службы № 39 по Республике Башкортостан внесена запись в Единый государственный реестр юридических лиц (ЕГРЮЛ) о прекращении деятельности ОАО «Башкирэнерго».
20 декабря 2012 года Межрайонной инспекцией федеральной налоговой службы № 39 по Республике Башкортостан внесена запись в ЕГРЮЛ о государственной регистрации изменения сокращенного наименования ООО «Башкирские распределительные электрические сети» с ООО «БашРЭС» на ООО «Башкирэнерго».

## История
Предприятие основано в 1933 как «Башэнергокомбинат».
15 ноября 1940 года Наркомат электростанций СССР и Наркомат коммунального хозяйства РСФСР образовали Уфимский энергокомбинат: в его ведение переданы ТЭЦ Уфимского крекинг-завода Наркомата нефтяной промышленности СССР, ТЭЦ Уфимского моторного завода Наркомата среднего машиностроения СССР, городская электростанция мощностью 10 тыс. киловатт и городские электрические сети Уфы Наркомата коммунального хозяйства РСФСР.
ОАО «Башкирэнерго» учреждено Государственным комитетом Республики Башкортостан по управлению государственной собственностью 30 октября 1992 года.
ОАО «Башкирэнерго» являлось крупнейшей региональной вертикально-интегрированной энергетической компанией России, занимавшей доминирующее положение на рынке электроэнергии и тепла Республики Башкортостан. Установленная электрическая мощность электростанций компании на конец 2010 года составляла 4 247,7 МВт, установленная тепловая мощность — 13 254,98 Гкал/ч.

### Реорганизация
7 ноября 2012 года завершена процедура реорганизации компании, решение о которой было принято Внеочередным общим собранием акционеров ОАО «Башкирэнерго» 27 июля 2012 года. В результате реорганизации компании созданы два общества — ОАО «Башкирская электросетевая компания» (ОАО «БЭСК») и ОАО «Башэнергоактив».
ОАО «Башэнергоактив» присоединено к ОАО «ИНТЕР РАО». Электросетевой комплекс (ООО «Башкирские распределительные электрические сети», ООО «Башкирская сетевая компания» и ООО «Башэнергоучет»), входивший в состав ОАО «Башкирэнерго», включается в состав ОАО «БЭСК». Контрольный пакет акций «БЭСК» принадлежит АФК Система, балансовая стоимость активов в мае 2014 года составляла 12,3 млрд руб.
Генерация (ООО «Башкирская генерирующая компания» и дочерние сервисные предприятия), тепловые сети (ООО «Башкирские распределительные тепловые сети») и ООО «ПГУ ТЭЦ-5» — в состав ОАО «Интер РАО» (генерация была ей продана компанией «Русгидро» в 2016 году).

## Состав
В составе холдинга входили следующие электростанции:
- Кармановская ГРЭС (1 831 МВт);
- десять теплоэлектроцентралей:
  - Уфимская ТЭЦ-1 (77,74 МВт);
  - Уфимская ТЭЦ-2 (493 МВт);
  - Уфимская ТЭЦ-3 (85 Мвт);
  - Уфимская ТЭЦ-4 (330 Мвт);
  - Приуфимская ТЭЦ;
  - Салаватская ТЭЦ (245 МВт);
  - Стерлитамакская ТЭЦ;
  - Ново-Стерлитамакская ТЭЦ;
  - Кумертауская ТЭЦ;
  - Зауральская ТЭЦ;
- четыре газотурбинные мини-ТЭЦ:
  - Ишимбайская ГТУ
  - ГТУ «Шигили»;
  - ГТУ «Агидель»
  - ГТУ «Шакша»
- четыре газопоршневые мини-ТЭЦ:
  - ГПА «Красноусольск»;
  - ГПА «Янгантау»;
  - ГПА «Юматово»;
  - ГПА «Ассы»;
- две гидроэлектростанции:
  - Павловская ГЭС (201,6 МВт, 590 млн кВт·ч в год);
  - Юмагузинская ГЭС (45 МВт, 150 млн кВт·ч в год);
- восемь малых ГЭС:
  - Слакская МГЭС;
  - Мечетлинская МГЭС;
  - Давлекановская МГЭС;
  - Абдулкаримовская МГЭС;
  - Таналыкская микроГЭС;
  - МикроГЭС Авзян;
  - МикроГЭС Узян;
  - МикроГЭС Кага;
- ветряная электростанция Тюпкильды.